# Walrus HULA
Walrus HULA (ang. Hybrid Ultra Large Aircraft) je projekt ameriške obrambne agencije
DARPA. Načrt je zgraditi zračno ladjo, ki bi lahko potovala 22000 kilometrov daleč z 500-1000 tonskih tovorom. Za razliko od drugih ladij, ki so lažje od zraka, bo Walrus plovilo težje od zraka, vzgon bi zagotavljali aerodinamična oblika, vzgonski plin in vektoriran potisk motorja.
DARPA trdi, da nove tehnologije omogočajo izgradnjo takega plovila. Novi materiali za trup, vzgon z vakuumskimi tanki brez balasta in elektrostatični atmosferski ionski potisniki.
Najprej naj bi zgradili mini Walrusa s kapaciteto 18 ton tovora.
Projekt so ukinili leta 2010.